# Lomaptera rosselensis
Lomaptera rosselensis är en skalbaggsart som beskrevs av Valck Lucassen 1961. Lomaptera rosselensis ingår i släktet Lomaptera och familjen Cetoniidae. Inga underarter finns listade i Catalogue of Life.